# 외자낭균아문
외자낭균아문(外囊菌亞門, Taphrinomycotina)은 자낭균문(자낭 안에 포자를 만드는 균류)에 속하는 3개 아문 중의 하나이다. 최근의 분자생물학적 계통분류학 연구에 의하면 외자낭균류는 단계통군이며, 자낭균류의 나머지 기초 분류군이다.

## 분류
- 외자낭균아문 (Taphrinomycotina)
  - 고생자낭균강 (Archaeorhizomycetes)
  - 네올렉타강 (Neolectomycetes)
  - 폐포자충강 (Pneumocystidomycetes)
  - 분열효모균강 (Schizosaccharomycetes)
  - 외자낭균강 (Taphrinomycetes)